# Харитоновская (Морозовский сельсовет)
Харитоновская — деревня в Верховажском районе Вологодской области.
Входит в состав Морозовского сельского поселения, с точки зрения административно-территориального деления — в Морозовский сельсовет.
Расстояние по автодороге до районного центра Верховажья — 33,3 км, до центра муниципального образования Морозово — 9 км. Ближайшие населённые пункты — Калитинская, Силинская-2, Бушницкая, Островская.
По переписи 2002 года население — 48 человек (25 мужчин, 23 женщины). Всё население — русские.